# Schengenský prostor

Mapa schengenského prostoru. Světle modrá barva označuje plné členy, zelená signatáře, kteří se dosud plně neúčastní

Schengenský prostor (zkráceně Schengen [šengen]) je označení pro území 29 evropských států (zemí Schengenské dohody, zkráceně zemí Schengenu), na kterém mohou osoby překračovat hranice smluvních států na kterémkoliv místě, aniž by musely projít hraniční kontrolou.
Prostor se označuje podle vesnice Schengen v Lucembursku, u níž byla 14. června 1985 podepsána Schengenská dohoda a v níž byla 19. června 1990 podepsána prováděcí úmluva. Smluvními státy je 29 zemí, z nichž 25 patří mezi členy Evropské unie, a 4 přidružené neunijní země, členové Evropského sdružení volného obchodu. Do schengenského prostoru spadají i některá ze zámořských území členských zemí. Schengenský prostor se nekryje s Evropským hospodářským prostorem (svobodný pohyb osob, zboží, služeb a kapitálu), jehož členy jsou všechny země EU a jen 3 země Evropského sdružení volného obchodu.

## Historie
Za předchůdce vlastní Schengenské dohody se považuje Saarbrückenská dohoda z roku 1984. Ta byla uzavřena mezi Německem a Francií na základě protestů řidičů kamionů proti nekonečným frontám na hraničních přechodech mezi oběma státy.
K nim se přidaly Belgie, Lucembursko a Nizozemsko, které již dříve vytvořily svoji celní a hospodářskou unii Benelux s omezenými kontrolami na vnitřních hranicích.
Těchto 5 států pak 14. června 1985 podepsalo smlouvu u vesnice Schengen v mezinárodních vodách řeky Mosely na výletní lodi MS Princesse Marie-Astrid. Dohodly se na zrušení veškerých kontrol osob cestujících v rámci těchto zemí. Vesnice Schengen byla vybrána symbolicky proto, že bezprostředně u ní se stýkají hranice Německa, Francie a Lucemburska.
Kontroly na hranicích však nebyly zrušeny ihned. Vlastní Schengenská dohoda byla spíše deklarativní. Všech 5 uvedených zemí proto podepsalo v roce 1990 Schengenskou prováděcí úmluvu (opět ve vesnici Schengen). Teprve na jejím základě se připravily všechny podmínky nutné pro otevření hranic – především byl vytvořen a zprovozněn Schengenský informační systém. V březnu 1995 pak byly odstraněny pohraniční kontroly.

### Historie vstupu států do schengenského prostoru
Následující tabulka uvádí rok podepsání Schengenské dohody jednotlivými státy, u nových členů Evropské unie po roce 1999 pak datum vstupu do EU, když od účinnosti Amsterdamské smlouvy je Schengenská smlouva přímou součástí práva Evropské unie). Dále je uveden rok samotné implementace.
| Přístupový akt      | Rok podpisu  | Implementace              | Státy                                                                           |
| ------------------- | ------------ | ------------------------- | ------------------------------------------------------------------------------- |
| Schengenská smlouva | 1985         | 1995                      | Belgie, Francie, Lucembursko, Německo, Nizozemsko                               |
| Schengenská smlouva | 1990         | 1997                      | Itálie                                                                          |
| Schengenská smlouva | 1992         | 1995                      | Portugalsko, Španělsko                                                          |
| Schengenská smlouva | 1992         | 2000                      | Řecko                                                                           |
| Schengenská smlouva | 1995         | 1997                      | Rakousko                                                                        |
| Schengenská smlouva | 1996         | 2001                      | Dánsko, Finsko, Švédsko                                                         |
| Schengenská smlouva | 1996         | 2001                      | Island, Norsko (nejsou členové EU)                                              |
| Žádost UK…          | 1999         | 2. 6. 2000                | Velká Británie (jen částečně, není člen EU)                                     |
|                     | 2000[zdroj?] | 2002[zdroj?]              | Irsko (jen částečně)                                                            |
| vstup do EU         | 2004         | 2007                      | Česko, Estonsko, Litva, Lotyšsko, Maďarsko, Malta, Polsko, Slovensko, Slovinsko |
| vstup do EU         | 2004         | plánováno 2016            | Kypr                                                                            |
|                     | 2004         | 2008                      | Švýcarsko (není člen EU)                                                        |
| vstup do EU         | 2007         | plánováno 2016 (odloženo) | Bulharsko, Rumunsko                                                             |
|                     | 2008         | 2011                      | Lichtenštejnsko (není člen EU)                                                  |
| vstup do EU         | 2013         | 2023                      | Chorvatsko                                                                      |
| Schengenská smlouva | 2011         | 2024                      | Bulharsko, Rumunsko                                                             |

### Členské státy a EU
V současné době (rok 2025) zahrnuje schengenský prostor členské státy EU kromě následujících:
- Irsko – v roce 2000 Schengenskou dohodu také podepsalo, ale účastní se jen na bázi policejní a justiční spolupráce.[4]
- Kypr – podepsal dohodu, ale požádal o odklad pro své plné členství

V schengenském prostoru jsou navíc od roku 2001 také Island a Norsko (členové EHP). Od 12. prosince 2008 (resp. zrušením kontrol na letištích 29. března 2009) také Švýcarsko, kde byla Schengenská smlouva ratifikována na základě referenda z 5. července 2005, a rozhodnutím Rady EU z 13. prosince 2011 se členem od 19. prosince 2011 stalo i Lichtenštejnsko 
(oba státy jsou členové ESVO). Dne 1. ledna 2023 se členem stalo také Chorvatsko. O rok později 31. března 2024 do Schengenu vstoupily další dva státy, Rumunsko a Bulharsko.
Monako, San Marino a Vatikán nejsou součástí schengenského prostoru, ale na jejich hranicích se zeměmi schengenského prostoru se rovněž neprovádějí hraniční kontroly.
Česko je v schengenském prostoru spolu s dalšími osmi novými zeměmi EU od pátku 21. prosince 2007 (hraniční kontroly na českých mezinárodních letištích skončily u letů do/ze schengenského prostoru 29. března 2008).

## Území

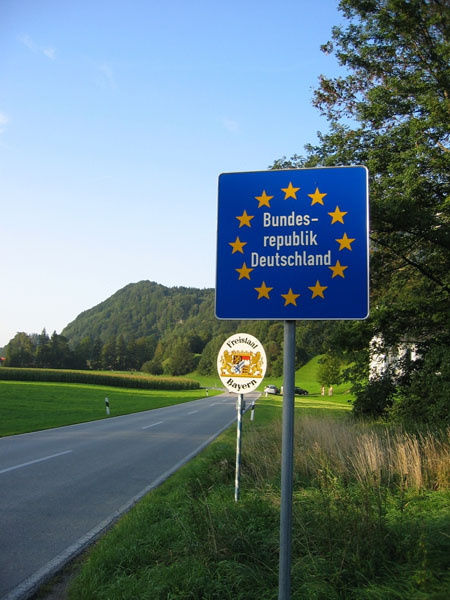
Typická schengenská hranice - žádná pasová kontrola, jen cedule vítající návštěvníka. Zde mezi Německem a Rakouskem

Schengenský prostor zahrnuje v dnešní době území následujících států EU:
- Belgie
- Bulharsko
- Česko
- Dánsko
- Estonsko
- Finsko
- Francie
- Chorvatsko
- Itálie
- Litva
- Lotyšsko
- Lucembursko
- Maďarsko
- Malta
- Německo
- Nizozemsko
- Polsko
- Portugalsko
- Rakousko
- Řecko
- Rumunsko
- Slovensko
- Slovinsko
- Španělsko
- Švédsko

a mimo EU (členové ESVO):
- Island
- Norsko
- Švýcarsko
- Lichtenštejnsko

### Zámořská a podobná území
Schengenský prostor není automaticky rozšířen i na všechna zámořská území členských států. Zahrnuty jsou do něj portugalské Azory a Madeira i španělské Kanárské ostrovy. Naopak sem nepatří všechna zámořská území Francie, norské Špicberky, španělská města Ceuta a Melilla v Africe, dánská autonomní území Grónsko a Faerské ostrovy (nejsou ani součástí EU), zámořské nizozemské regiony Aruba, Curaçao, Svatý Martin, Bonaire, Saba a Svatý Eustach. Ani omezeně se neúčastní britská korunní závislá území Jersey a Guernsey u francouzských břehů. 
Přestože se někdy objevují opačné informace, německý ostrov Helgoland je součástí schengenského prostoru (pouze má výjimku z jednotného prostoru DPH, což umožňuje existenci duty free shopů). Řecký poloostrov Athos s mnišskou republikou je de iure součástí Schengenu, Řecko však při přistoupení k smlouvě deklarovalo, že se při aplikaci pravidel má přihlížet k jeho „zvláštnímu statusu“ (navíc má Athos také výjimku z jednotného prostoru DPH, jako řada dalších evropských území).

### Rozšíření v roce 2007
Česko a dalších 8 nových zemí EU (kromě Kypru, Rumunska a Bulharska) se stalo součástí schengenského prostoru 21. prosince 2007, a to v rámci rozšířeného SIS I (Schengenský informační systém). Toto datum bylo dohodnuto na schůzce ministrů vnitra EU v Bruselu 5. prosince 2006 a týká se pozemních a námořních hranic. Na českých mezinárodních letištích se upustilo od hraničních kontrol osob, cestujících do zahraničí v rámci schengenského prostoru, 29. března 2008.
Termín rozšíření se zdál být několikrát ohrožen. V prosinci 2006 slovenští politici otáleli s přípravou ochrany slovensko-ukrajinské hranice.
V červenci 2007 se zase ukázalo, že některé původní země schengenského prostoru neaktualizují dostatečně rychle svoji databázi Schengenského informačního systému. Některé státy, hlavně Německo a Rakousko, se při tomto rozšíření obávaly zvýšené kriminality zejména v příhraničních oblastech. Toto se nepotvrdilo; rakouská ministryně vnitra Maria Fekterová uvedla, že kriminalita se v její zemi snížila a ubyl i počet ilegálních migrantů.

## Principy schengenského prostoru
Země Schengenu zavedly pro celou oblast společnou vízovou politiku a dohodly se na zavedení účinných kontrol na svých vnějších hranicích. Vnitřní hranice z hlediska pohybu osob a zboží de facto neexistují. Lze však na nich po omezenou dobu obnovit kontroly tehdy, když to vyžaduje zachování veřejného pořádku či vnitrostátní bezpečnosti. Toho využilo například Finsko během Mistrovství světa v atletice 2005 nebo Německo během Mistrovství světa ve fotbale 2006. Výjimečná situace nastala roku 2020 při pandemii covidu-19, kdy mnohé evropské státy zavedly hraniční kontroly zaměřené především na hodnocení zdravotního stavu (např. měřením tělesné teploty).
Občané všech zemí schengenského prostoru mohou svobodně cestovat v rámci celého schengenského prostoru a překračovat vnitřní hranice na kterémkoliv místě na tzv. „zelené hranici“ bez zdržování a formalit. Totéž platí i pro cizince mající tzv. schengenské vízum opravňující ke vstupu do jedné ze zemí Schengenu – toto vízum jim tedy umožňuje cestovat i do všech ostatních zemí schengenského prostoru.
Protože vstup do jedné země Schengenu umožňuje cestování celou smluvní oblastí bez dalších hraničních kontrol, musí se na vnější hranici schengenského prostoru (to znamená i na hranicích na letištích) provést hraniční kontrola současně zástupně pro všechny země Schengenu. Podle Schengenských smluv mají přípustná úřední rozhodnutí, která nějaké osobě zabrání vcestovat, působnost prakticky pro celý schengenský prostor.
Byl zřízen Schengenský informační systém (SIS) pro státy s plným přístupem.
Schengenské acquis (dohody) - rozumí se jím Schengenská dohoda, Schengenská prováděcí úmluva, Protokoly a úmluvy o přistoupení k Schengenské dohodě a Schengenské prováděcí úmluvě s příslušným Závěrečným aktem a prohlášeními a Rozhodnutí a prohlášení Výkonného výboru a akty k provedení úmluvy, které byly vydány orgány, na něž Výkonný výbor přenesl své rozhodovací pravomoci a další legislativní dokumenty rozvíjející původní akty.

### Úprava silničních přechodů
Smluvní státy při vstupu do schengenského prostoru odstranily překážky bránící plynulému provozu na hraničních přechodech (zátarasy, závory). Na silnicích v blízkosti hraničních přechodů byly provedeny úpravy dopravního značení a byla zrušena omezení rychlosti související s hraniční kontrolou. Zrušení hraničních kontrol se týká všech občanů Evropské unie i občanů třetích zemí. Řidič projíždějící hranicí by ani v podstatě neměl poznat, že vjel do jiného státu. Dozví se to jen z modré informativní dopravní značky s 12 zlatými hvězdami s označením státu. Evropou tak je možné projet „bez zastavení“ od jižního cípu Španělska až např. k severnímu pobřeží Estonska nebo k Severnímu ledovému oceánu.

### Přechod hranic mimo hraniční přechody
Článek 6 Schengenské smlouvy z roku 1985 zavazuje smluvní státy umožnit trvale přihlášeným obyvatelům obcí v blízkosti hranic přecházet hranici i mimo hraniční přechody (například ve volné krajině nebo po komunikacích nižší kategorie) a i mimo provozní dobu hraničních přechodů. Schengenská smlouva nevylučuje dosavadní ani budoucí nadstandardní bilaterální dohody, které by umožnily překračování hranice mimo hraniční přechody i dalším kategoriím osob.
Podle článku 2 odst. 1 prováděcí úmluvy z roku 1990 je vnitřní hranice možno překračovat na jakémkoliv místě, aniž by se prováděla kontrola osob. Existuje však výjimka: V souladu s článkem 25 a následujícími nařízení Evropského parlamentu a Rady (EU) 2016/399, kterým se stanoví kodex Unie o pravidlech upravujících přeshraniční pohyb osob (Schengenský hraniční kodex), může členský stát, jenž je plně zapojen do schengenské spolupráce, dočasně znovu zavést ochranu svých vnitřních hranic. Za takové situace je možné (při splnění podmínek daných Schengenským hraničním kodexem) podle § 11 odst. 3 nebo § 12 odst. 3 zákona o ochraně státních hranic opatřením obecné povahy výjimečně stanovit, že vnitřní hranice lze překračovat pouze v místě a době v něm určených.

### Přechod hranic a ochrana přírody
Pro překračování hranic však stále platí ostatní obecné právní předpisy jednotlivých členských států. Pro Česko jde především o předpisy týkající se ochrany přírody a krajiny. Podle nich v I. zónách národních parků a v národních přírodních rezervacích platí zákaz vstupu mimo značené cesty. Podle Ministerstva životního prostředí se toto týká asi 5 % celkové délky českých hranic.

## Evropské mikrostáty
Čtyři evropské mikrostáty – Andorra, Monako, San Marino a Vatikán – nejsou oficiálně součástí schengenského prostoru, ale jsou považovány za de facto součást tohoto prostoru, jelikož mají otevřené nebo částečně otevřené hranice a neprovádějí systematické hraniční kontroly se schengenskými státy, které je obklopují. Některé národní zákony obsahují formulaci „státy, vůči nimž se neprovádí hraniční kontrola na základě schengenské dohody a nařízení EU č. 562/2006“, což pak zahrnuje tyto mikrostáty a další nečlenské oblasti EU s otevřenými hranicemi.
V roce 2015 zahájily Andorra, Monako a San Marino jednání o asociační dohodě s EU. Monako jednání v roce 2023 opustilo, zatímco dohoda s Andorrou a San Marinem měla být uzavřena v roce 2024. Andorrský velvyslanec ve Španělsku, Jaume Gaytán, v roce 2015 uvedl, že doufá, že dohoda bude obsahovat ustanovení, která by státům umožnila stát se přidruženými členy schengenské dohody. Konečný text se však týkal pouze volného pohybu osob a nikoli otázek hraniční kontroly. Dne 30. května 2024 však Rada Evropské unie schválila zahájení jednání o dohodách mezi EU a Andorrou a San Marinem s cílem vytvořit právní základ pro absenci hraničních kontrol mezi těmito zeměmi a schengenským prostorem.

### Andorrské knížectví

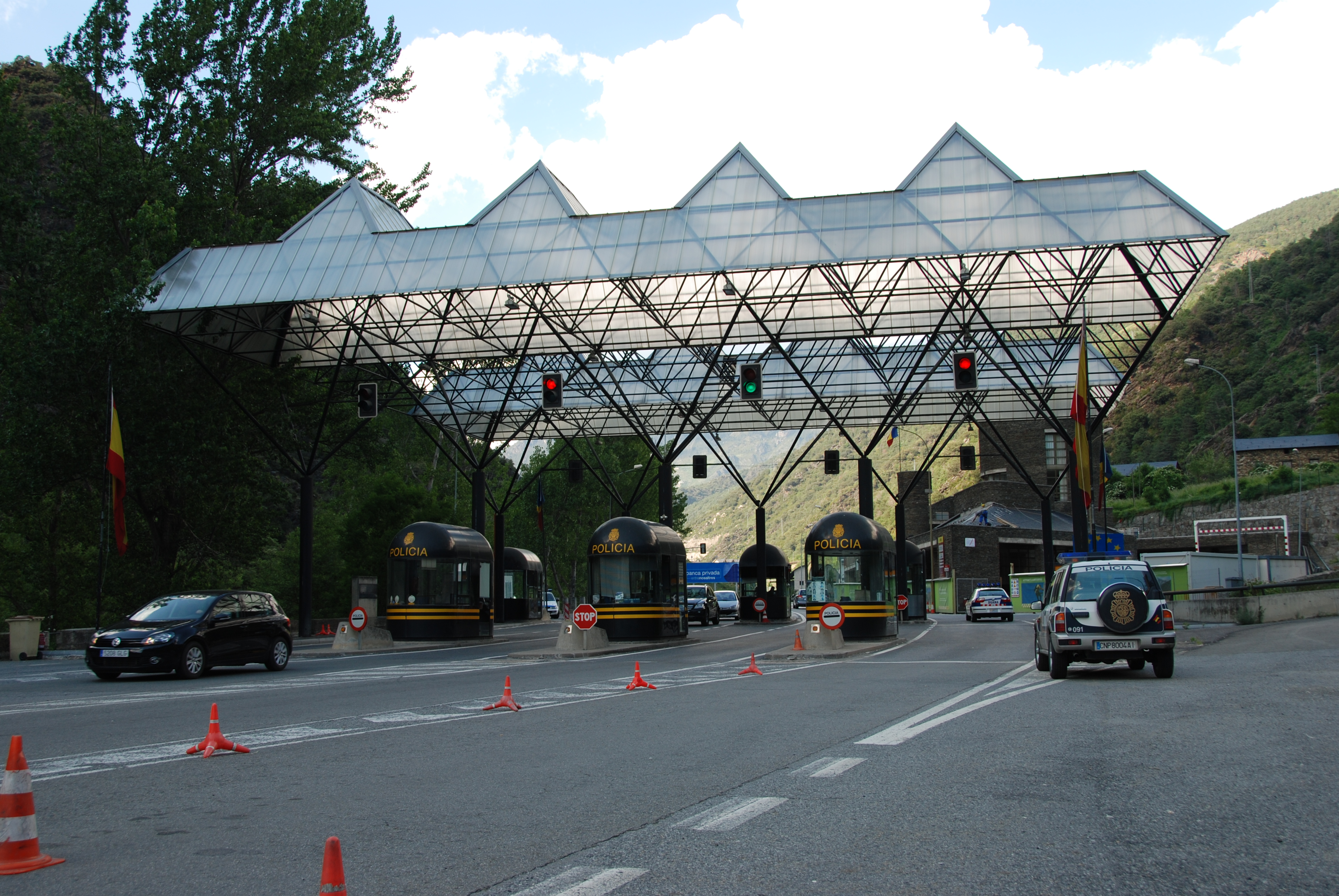
Hraniční přechod La Farga de Moles na andorrsko-španělské hranici

Andorra, vnitrozemský stát, nemá letiště ani přístav, ale disponuje několika heliporty. Návštěvníci se do země mohou dostat pouze po silnici nebo vrtulníkem přes členské státy Schengenu – Francii nebo Španělsko. Andorra nemá systematické hraniční kontroly ani s Francií, ani se Španělskem. Hraniční přechody existují a kontroly mohou být prováděny ve směru opouštění Andorry, avšak zaměřují se spíše na celní kontrolu (Andorra má výrazně nižší daně než její sousedé – například standardní sazba DPH je jen 4,5 %). Andorra nemá žádné vízové požadavky. Občané zemí EU potřebují k vstupu do Andorry pouze národní průkaz totožnosti nebo pas, ostatní cestující potřebují pas nebo jeho ekvivalent. Schengenská víza jsou akceptována, ale cestující, kteří potřebují vízum pro vstup do schengenského prostoru, potřebují vícevstupové vízum pro návštěvu Andorry, protože vstup do Andorry znamená opuštění schengenského prostoru, a opětovný vstup do Francie nebo Španělska se považuje za nový vstup do Schengenu. Občané Andorry nedostávají při vstupu a opuštění Schengenu razítko do pasu. V červnu 2024 německé ministerstvo zahraničních věcí uvedlo, že Andorra má de facto otevřenou hranici se Španělskem a Francií.